# Cavalier King Charles Spaniel
Der Cavalier King Charles Spaniel ist eine von der FCI (Nr. 136, Gr. 9, Sek. 7) anerkannte britische Hunderasse. Er ist eine „Nasenvariante“ des King Charles Spaniel, d. h., er hat eine längere Nase als dieser und ist nach Rassestandard durchschnittlich auch etwas größer.

## Herkunft und Geschichtliches
Hunde vom Typ Cavalier King Charles Spaniel fanden erste allgemeine Erwähnungen 1486 (Jullana Berner The Book of St. Albans) bzw. 1570 (Dr. John Caius De Canibus Britannicis).

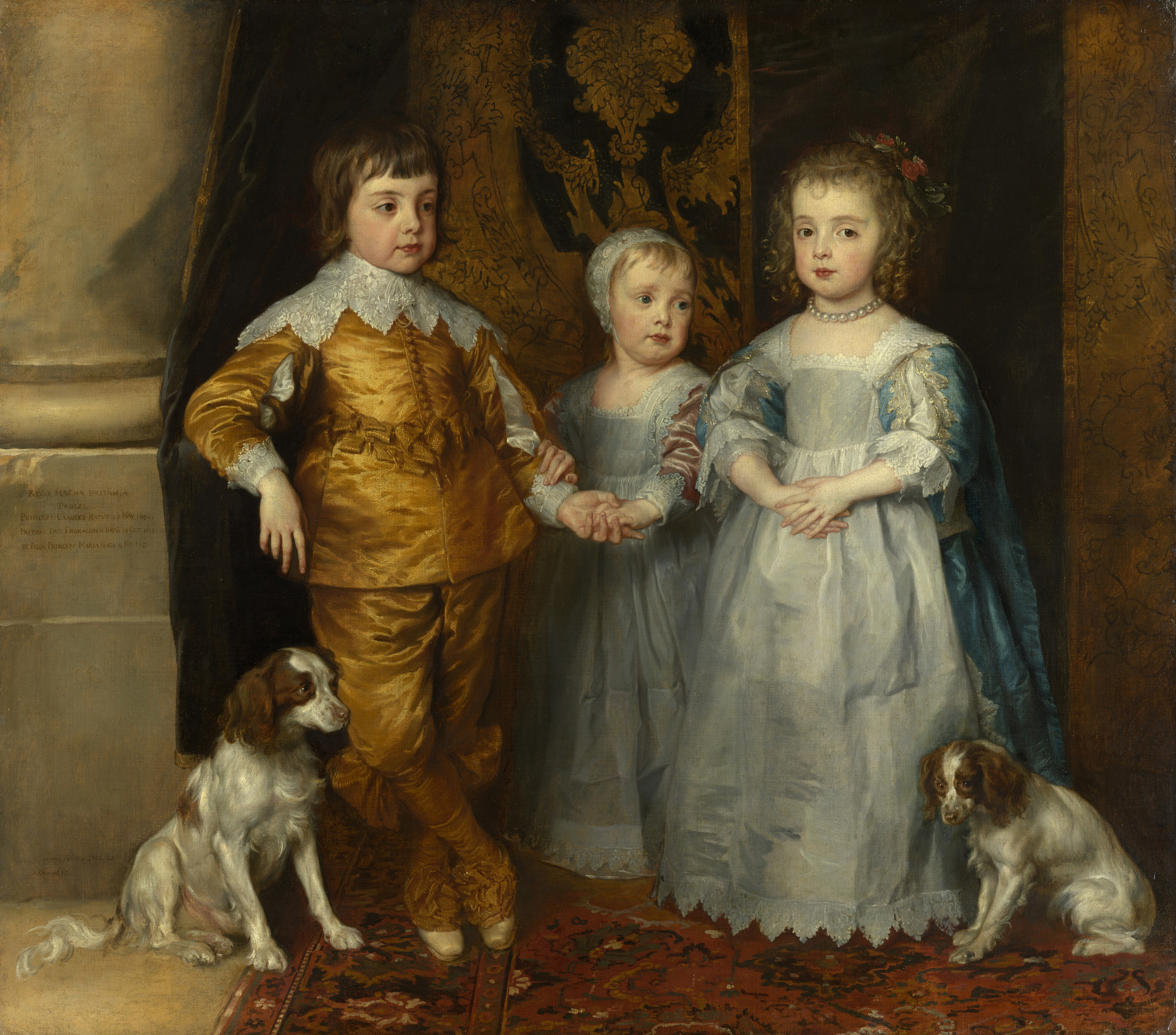
Spaniels im „Bildnis der Kinder Karls I.“
Anthonis van Dyck, um 1635
(Royal Collection, Windsor Castle)

Es kann als sicher angesehen werden, dass die Wiege der heutigen Cavaliere im höfischen England Karls I. und Karls II. lag. Dies wird auch durch Bilder alter Meister eindeutig dokumentiert, wie z. B. von Anthonis van Dyck (1599–1641), der das Bild dieses Hundetyps als Freund der Kinder prägte, auf seinem „Bildnis der Kinder Karls I.“. Als die Hunde 1892 als King Charles Spaniel erstmals im Kennel-Club-Zuchtbuch (England) eingetragen wurden, waren die Hunde kurznasiger geworden. Vermutlich durch die Einkreuzung des Japan Chin wurde diese Änderung hervorgebracht.
Der Amerikaner Roswell Eldridge setzte 1926 in London ein Preisgeld aus für jeden King Charles Spaniel mit langer Nase, so wie sie van Dyck auf seinem Porträt Karl I. und dessen Spaniel dargestellt hatte. 1945 wurden diese Hunde als neue Rasse anerkannt. Im englischen Bürgerkrieg 1642 wurden die königlichen Truppen Karl I. als „Cavaliers“ bezeichnet, daher erhielt die neue Rasse den Zusatz „Cavalier“.

## Kurzbeschreibung
Es sind kleine kompakte Spaniel mit langem Haar in den vier Farbvarianten Blenheim (weiß mit kastanienroten Markierungen), Tricolour (schwarz-weiß mit lohfarbenen Abzeichen), Ruby (einfarbig rot) und Black and Tan (schwarz mit lohfarbenen Abzeichen).

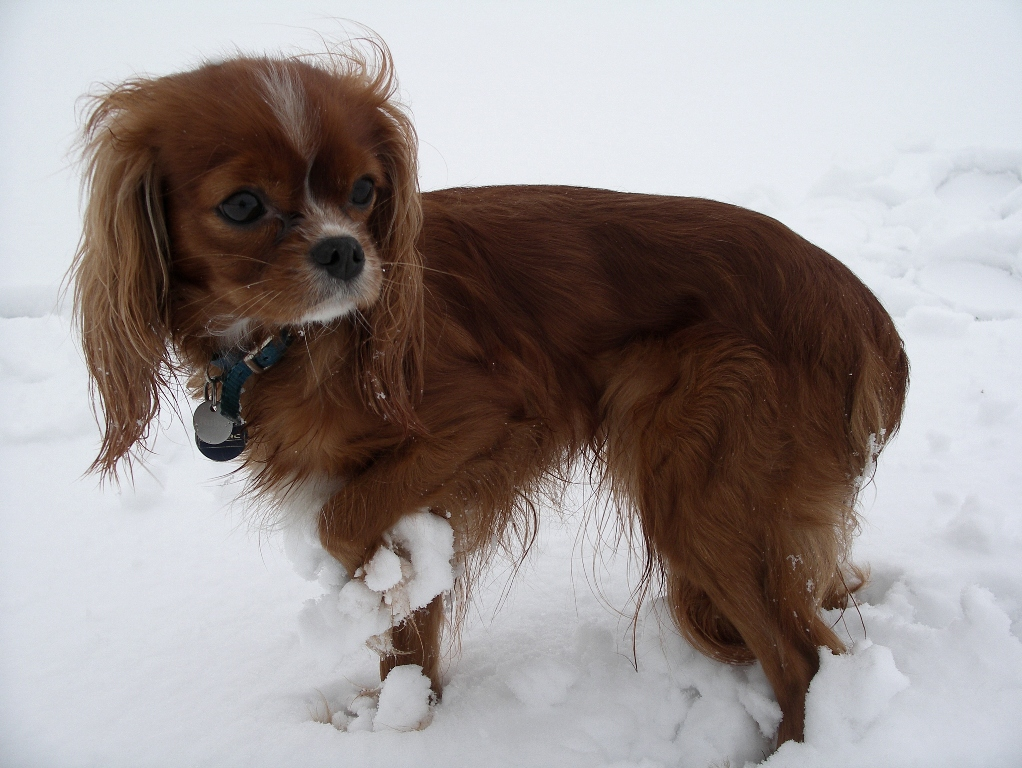
Ruby
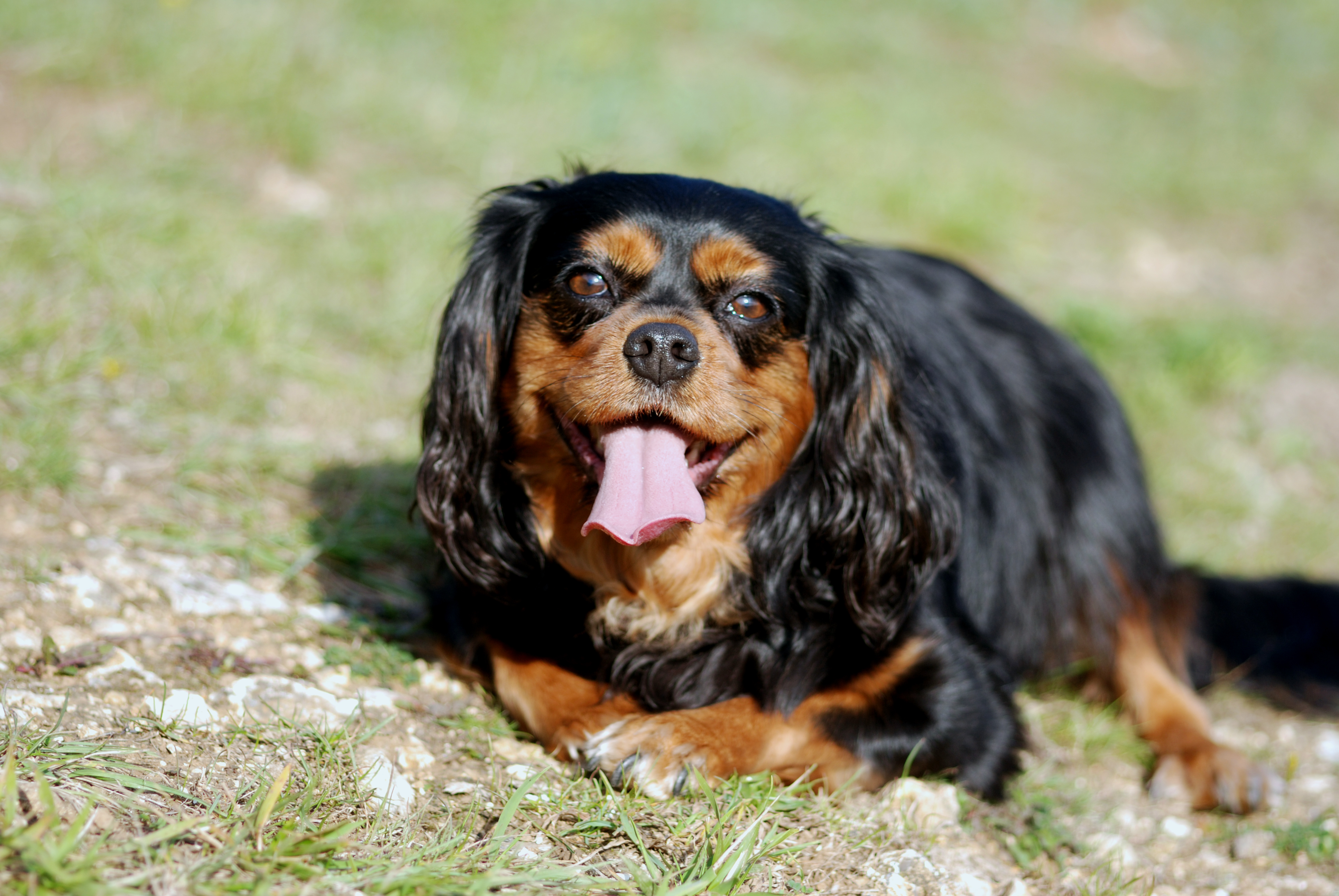
Black and Tan
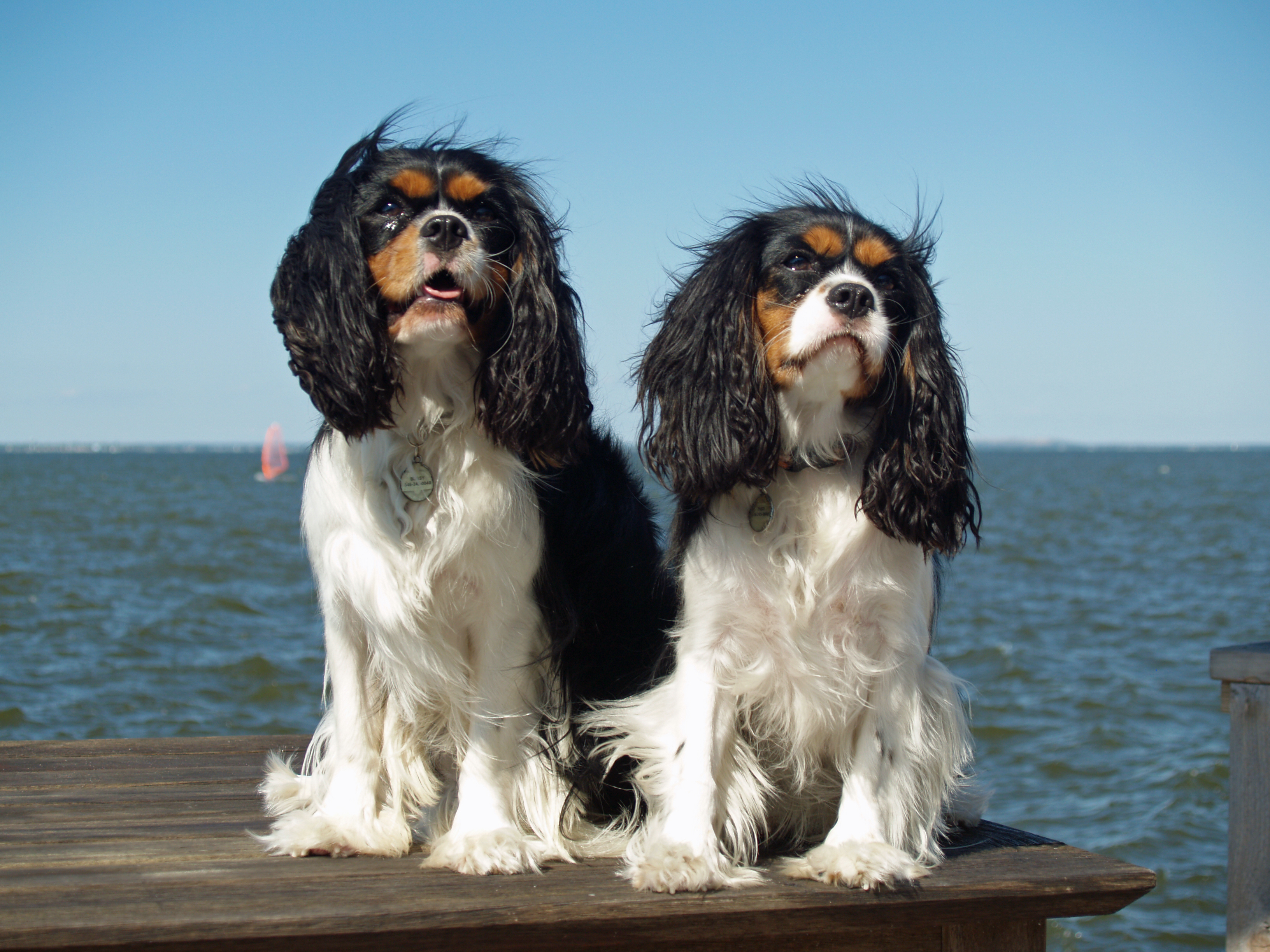
Tricolour
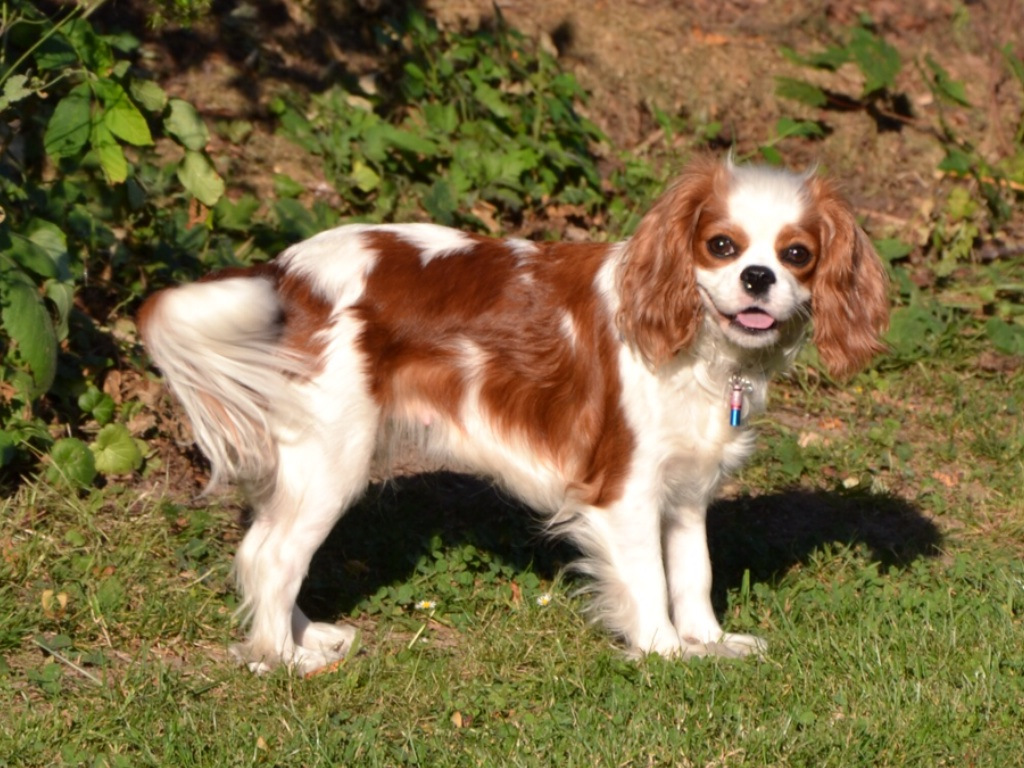
Blenheim

Das Gewicht des erwachsenen Hundes sollte zwischen 5,5 und 8 kg liegen. Eine bestimmte Größe ist nicht vorgeschrieben, doch liegt das Stockmaß durchschnittlich bei 32 bis 34 cm. Die Ohren sind lang, hoch angesetzt, mit reichlicher Befederung. Auch die Rute und die runden Pfoten sind gut behaart. Die Augen sind groß, rund und dunkel. Die kurze schwarze Nase sollte nicht spitz zulaufen, sondern eher etwas platt sein.

## Wesen
Der Cavalier King Charles Spaniel ist ein munterer, fröhlicher und anpassungsfähiger Hund und zudem sehr folgsam. Deswegen ist er auch für Erst-Hundebesitzer nicht schwer zu erziehen. Der Cavalier King Charles Spaniel liebt Menschen, kommt gut mit Kindern aus und kann ebenso für ältere Menschen ein idealer Wegbegleiter sein. Auch mit anderen Hunden und Haustieren verträgt er sich im Allgemeinen gut. Er schätzt lange Spaziergänge. Die meisten Cavalier King Charles Spaniels mögen kleine sportliche Aufgaben, wie zum Beispiel Apportieren oder auch ihrer Körpergröße angepasstes Agility.

## Gesundheitliches
Der Cavalier King Charles Spaniel ist sehr häufig von Endokardiose, einer fortschreitenden Degeneration der Herzklappen, betroffen. Diese entwickelt sich aufgrund einer genetischen Prädisposition. Die Gründerpopulation dieser Rasse bestand nur aus wenigen Hunden, unter denen sich offenbar ein Anlageträger befand. Durch die anfängliche Verpaarung verwandter Nachkommen kam die rezessive Erbanlage gehäuft zusammen. Auch Syringomyelie (Chiari-Malformation Typ I), eine Missbildung des Gehirns, die zu fortschreitenden neurologischen Ausfallerscheinungen führt, ist bei dieser Rasse weit verbreitet. Des Weiteren treten bei dieser Hunderasse verstärkt Schulterluxationen, Konjunktivitis sowie retinale Dysplasien auf.

## Situation in den Niederlanden
In den Niederlanden ist die Zucht von kurznasigen Hunden aller Rassen, einschließlich der Mischlinge, grundsätzlich als Qualzucht verboten, soweit deren Nasenlänge nicht mindestens ein Drittel der Kopflänge beträgt.
In einer Mitteilung des Ministeriums LNV (Ministerium für Landwirtschaft, Natur und Lebensmittelqualität) wurde bekanntgegeben, dass ab sofort begonnen wird, anhand von Kontrollen dieses Gesetz durchzusetzen. im Fokus stehen insbesondere wegen möglichem Atemwegssyndrom (BOAS) alle brachycephalen Rassen.